# Georges Beauchamp
 (novembre 2015).
Si vous disposez d'ouvrages ou d'articles de référence ou si vous connaissez des sites web de qualité traitant du thème abordé ici, merci de compléter l'article en donnant les références utiles à sa vérifiabilité et en les liant à la section « Notes et références ».
Georges Beauchamp, né Georges Rosenfeld le 14 avril 1917 dans le 20e arrondissement de Paris, ville où il est mort le 9 mai 2004 dans le 14e arrondissement,, est un résistant et homme politique français.

## Biographie
Militant des jeunesses socialistes dans les années 1930 à Paris, il s'engage dans la Résistance au sein du réseau Patrick O'Leary. Ami de Robert Antelme depuis le lycée, il fait alors la rencontre de Marguerite Duras, d'Edgar Morin et, surtout, de François Mitterrand dont il sera un des plus proches compagnons de route pendant toute sa carrière politique.
Engagé au sein du Mouvement national des prisonniers de guerre et déportés dès 1943, il est chargé d'organiser la résistance au STO. 
Contrairement à Mitterrand, Beauchamp rejoint la SFIO dès la Libération, mais la quitte pour l'UDSR en 1950. Il reste très proche de son mentor, dont il sera chef de cabinet à chaque fois qu'il sera appelé au gouvernement. Deux exceptions : le gouvernement Mendès-France, lorsque Mitterrand lui demande d'assister un autre ministre UDSR, Roger Duveau, et le gouvernement Guy Mollet, lorsqu'il entre au cabinet du président du conseil.
Secrétaire général adjoint de l'UDSR en 1951, il prend de plus en plus de poids dans le fonctionnement de ce mouvement au fur et à mesure que la santé du secrétaire général en titre, Joseph Perrin, se dégrade.
En 1958, il suit encore François Mitterrand dans son opposition au retour de Charles de Gaulle au pouvoir. Celui-ci le charge de l'organisation matérielle et technique de l'Union des forces démocratiques. Il est ensuite membre du Club des Jacobins, et, bien évidemment, de la convention des institutions républicaines, avec la responsabilité de délégué général, ce qui lui donne pleins pouvoirs sur l'administration de ce petit parti.
Membre de la commission exécutive de la FGDS lors de sa création, il suit François Mitterrand au Parti socialiste en 1971. Il n'aura cependant pas de responsabilités particulières dans le PS, mais sera dans toutes les équipes de campagne de Mitterrand lors des présidentielles de 1974 et 1981. 
En 1981, il est nommé membre du Conseil économique et social.